# Christin Lilja
Christin Marie Lilja (* 7. Januar 1975) ist eine ehemalige schwedische Fußballspielerin.

## Karriere

### Vereine
Lilja kam im Seniorinnenbereich zunächst für den Liganeuling Lotorps IF in der Spielzeit 1997 in der Damallsvenskan, der höchsten Spielklasse im schwedischen Frauenfußball, in 19 von 22 Punktspielen zum Einsatz. Da ihr Verein die Spielklasse nicht zu halten vermochte, begab sie sich ins Nachbarland und kam in drei Spielzeiten für den norwegischen FK Athene Moss in der Eliteserien, der seinerzeit höchsten Spielklasse, in 42 Punktspielen zum Einsatz, in denen sie 39 Tore erzielte sowie in einem Pokalspiel. Ihr Debüt am 25. April 1998 beim 3:3-Unentschieden im Heimspiel gegen den Trondheims-Ørn SK krönte sie sogleich mit ihrem ersten Tor, dem Treffer zum 2:1 in der 57. Minute.
Nach Norwegen zurückgekehrt, trat sie in der Spielzeit 2009 für den Smedby AIS in der Division 2, Gruppe Nordost-Götaland, in neun Punktspielen und zehn Toren in Erscheinung sowie in zwei Pokalspielen und zwei Toren in der Spielzeit 2010.
Nach dem Ende ihrer Spielerkarriere nahm sie ihre Trainertätigkeit bei der weiblichen Jugendmannschaft des IFK Norrköping auf.

### Nationalmannschaft
Lilja debütierte als Nationalspielerin in der U21-Nationalmannschaft, die das am 4. August 1997 in Ringsted im Bundesstaat Iowa in Freundschaft ausgetragene Länderspiel gegen die US-amerikanische U21-Nationalmannschaft mit 0:3 verlor. Ein Tag später zurück in Europa, kam sie in Herlufsholm gegen die U21-Nationalmannschaft Dänemarks zum Einsatz; bei der 1:2-Niederlage gelang ihr mit dem Treffer zur 1:0-Führung ihr erstes Länderspieltor. Im Spieljahr 1997 bestritt sie vier und im Spieljahr 1998 sechs weitere Länderspiele für die Altersklasse U21.
Lilja spielte in einem Zeitraum von zwei Jahren 19 Mal für die A-Nationalmannschaft, für die sie am 21. Mai 1997 in Falköping das in Freundschaft ausgetragene Länderspiel gegen die Nationalmannschaft Russlands bestritt. Mit der Mannschaft nahm sie etwas mehr als einen Monat später an der in ihrem Land und in Norwegen ausgetragenen Europameisterschaft teil. Sie wurde im zweiten Spiel der Gruppe A beim 1:0-Sieg über die Nationalmannschaft Spaniens am 2. Juli 1997 Karlskoga eingesetzt sowie am 9. Juli an selber Stätte bei der 0:1-Niederlage gegen die Nationalmannschaft Deutschlands im Halbfinale.
Ihr erstes Länderspieltor gelang ihr am 17. März 1998 in Silves beim 2:0-Sieg über die Nationalmannschaft Portugals im zweiten Spiel der Gruppe B im Turnier um den Algarve Cup mit dem Treffer zum Endstand in der 74. Minute – eine Minute nach ihrer Einwechslung für Salina Jeppsson. Ihr viertes Turnierspiel beendete sie mit ihrer Mannschaft nach der 1:3-Niederlage im Spiel um Platz 3 gegen die US-amerikanische Nationalmannschaft auf/mit Platz 4.
Danach kam sie im dritten bis sechsten Spiel der WM-Qualifikationsgruppe 1 in der Klasse A der Europäischen Zone / UEFA für die anstehende Weltmeisterschaft 1999 zu weiteren vier Länderspieleinsätzen, bevor sie am 10. Oktober 1999 in der Begegnung mit der Nationalmannschaft Norwegens bei der 0:2-Niederlage in Göteborg ihre Länderspielkarriere beendete. 

## Erfolge
- Halbfinalist Europameisterschaft 1997
- Algarve-Cup-Vierter 1998